# Tree With Deep Roots
- Titlu: 뿌리깊은 나무 / Ppurigipeun Namu
- Gen: Istoric
- Televiziunea : MBC
- Perioada: 8 iulie 1983 -31 decembrie 1983
- Serie Tv asemănătoare: 500 de ani ai Dinastiei Joseon

## Sinopsis
Este cel de-al doilea film al seriei 500 de ani ai Dinastiei Joseon, serie ce acoperă prima jumătate a secolului al XV-lea, pe perioada domniei regelui Regelui Sejong cel Mare.

## Distribuție
- Han In Soo - Sejong cel Mare
- Kim Young Ae - regina Soheon
- Choi Nak Chun (최낙천) - Shim On
- Song Ki Yoon - Printul Yangnyeong
- Park Kyu Chae - Maeng Sa Sung
- Kil Yong Woo -  Jang Young Shil
- Kim Sang Soon -  Lee Soon Ji
- Jung Wook - Park Yeon
- Lee Mi Young - Sa Bang Ji
- Park Kwang Nam - Choi Hang

- Producător:
- Regizor: Lee Byung Hoon
- Scenarist: Shin Bong Seung